# Malolos
Malolos é uma cidade de terceira classe de renda da cidade na província Bulacan, nas Filipinas. De acordo com o censo de 1 maio  de  2020 possui uma população de 261 189 pessoas e 64 898 domicílios.